# Люлин (автомагистраль)
Автомагистраль A6 «Люлин» (болг. Автомагистрала A6 „Люлин“) — автомагистраль в Болгарии, начинающаяся в западной части Софийской кольцевой дороги и заканчивающаяся в путевом узле Даскалово, у Перника, где соединяется с автомагистралью A3 «Струма». Протяжённость магистрали составляет всего 19 км, что делает её самой короткой в Болгарии. Она проходит по горной местности через несколько тоннелей и виадуков, выстроенных специально для сохранения окружающей среды.
Разрешение на строительство дала Европейская комиссия 22 декабря 2004 года. Контракт о строительстве автомагистрали был заключён с турецкой компанией «Mapa Cengiz» 8 августа 2006 на сумму 137381785 евро. Строительство началось в 2007 году, расчётные сроки составляли 38 месяцев, однако в 2010 году сроки окончания сдвинули до мая 2011 года, повысив стоимость дороги до 185 миллионов евро. Открытие состоялось 15 мая 2011, и «Люлин» стал первой болгарской автомагистралью. Название дали в честь горного массива Люлин и одноимённого района в Софии.
В конце 2018 года автомагистраль Люлин включена в состав магистрали А3 - Струма и ликвидирована как дорога с отдельным номером А6. Номер А6 передан бывшей А7 (Магистраль Европа, София - граница с Сербией)

## Участки
| Выход | Км  | Пункты назначения          | Состояние       |
| ----- | --- | -------------------------- | --------------- |
|       | 0   | Софийская кольцевая дорога | Эксплуатируется |
|       | 4,6 | Мало-Бучино                | Эксплуатируется |
|       | 7,5 | Мало-Бучинский тоннель     | Эксплуатируется |
|       | 10  | Люлинский тоннель          | Эксплуатируется |
|       | 14  | Големо-Бучинский тоннель   | Эксплуатируется |
|       | 19  | Перник E 871               | Эксплуатируется |

## Происшествия
17 апреля 2010 во время строительства 14-го километра около деревни Голямо-Бучино обрушились несущие конструкции в том месте, где заливали бетон. В результате случившегося трое человек погибли, семеро тяжело пострадали. Происшествие случилось в промежутке между 21:30 и 22:00. Четверых рабочих госпитализировали в больницу Пирогова, ещё шестерых отправили в больницу в Пернике, где ночью двое скончались, а третий умер на следующий день. Все пострадавшие и погибшие были сотрудниками турецкой строительной фирмы.

## Галерея

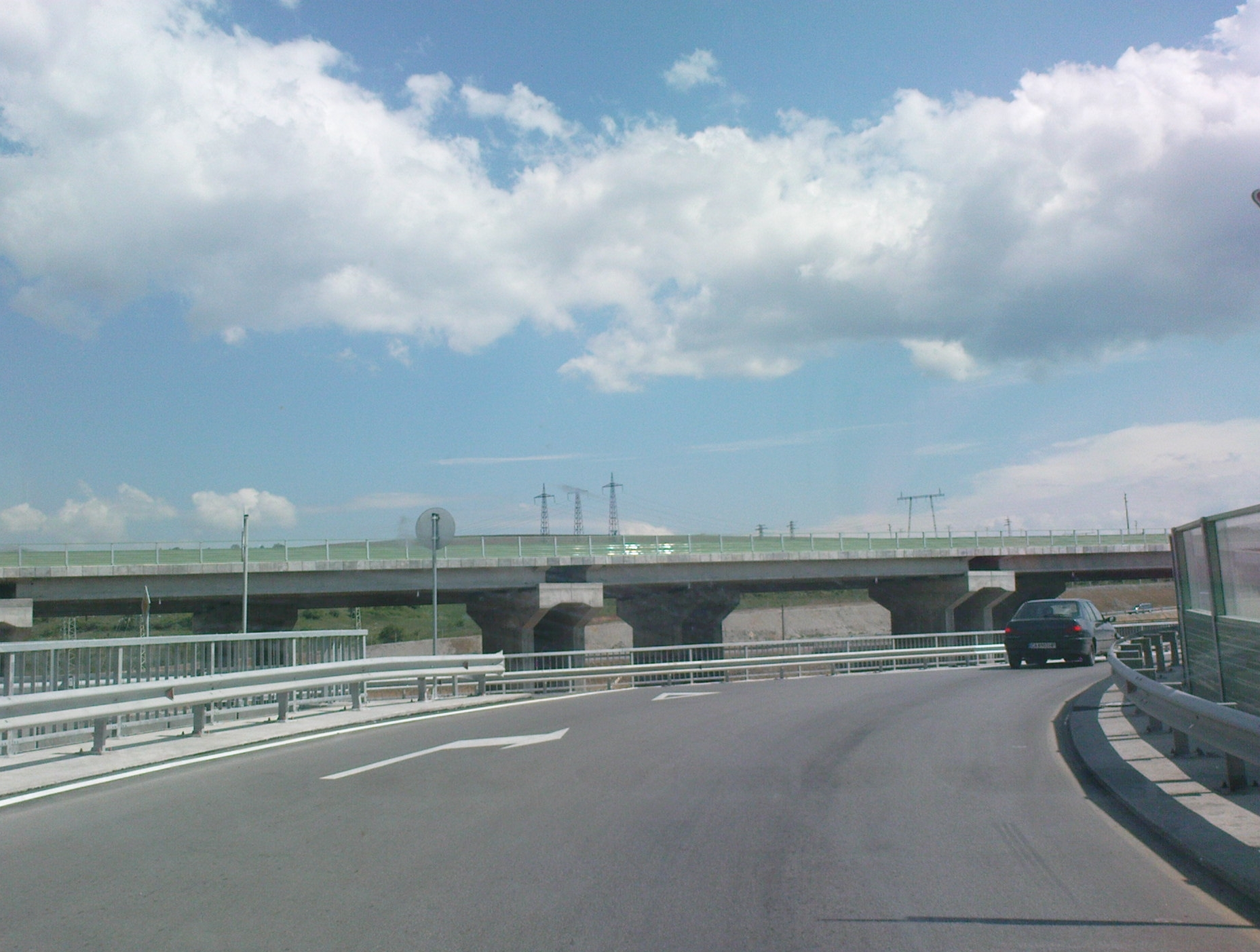
Въезд на автомагистраль A3 из Перника
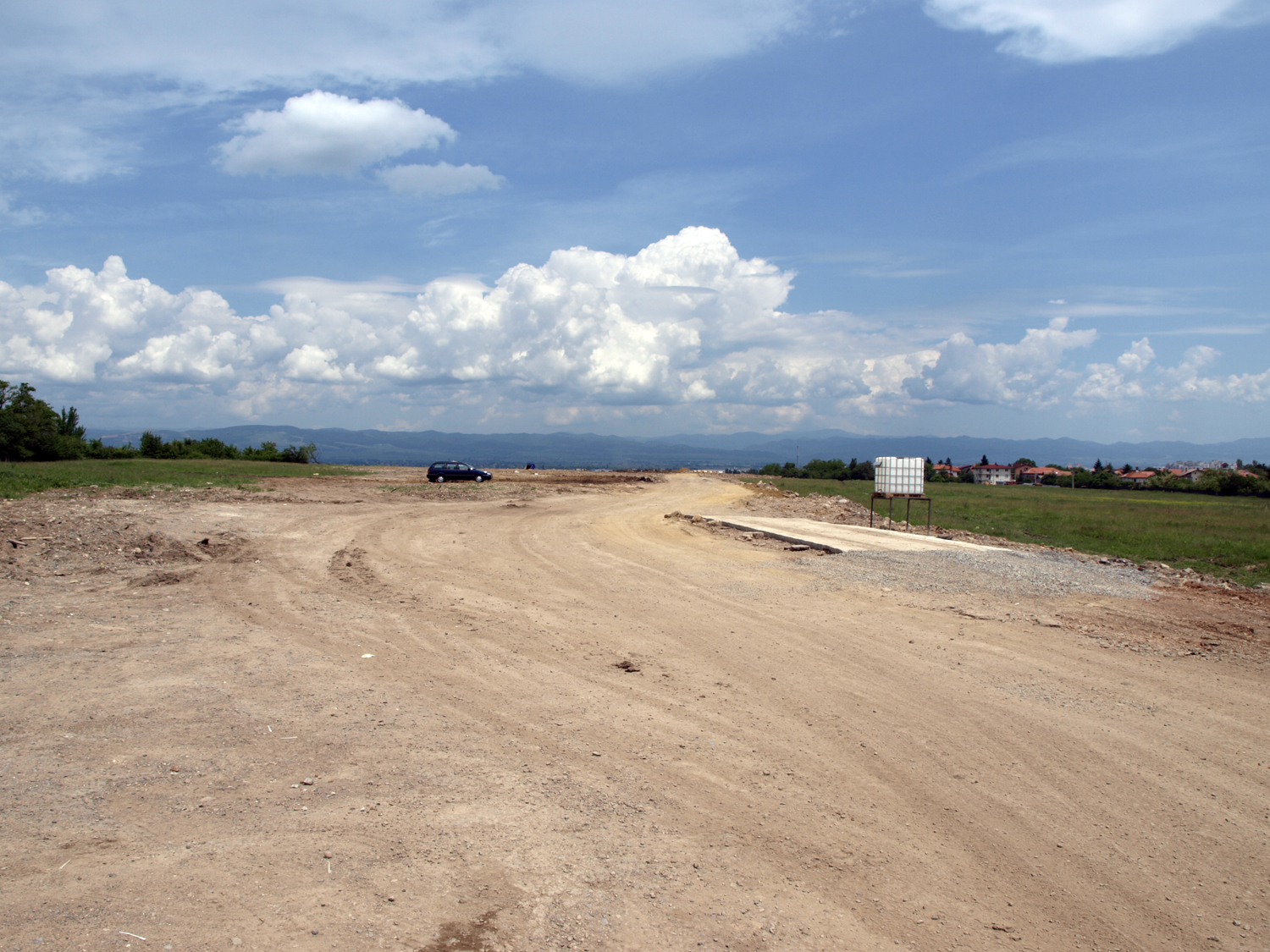
Участок автомагистрали в Филиповцах (София), май 2010
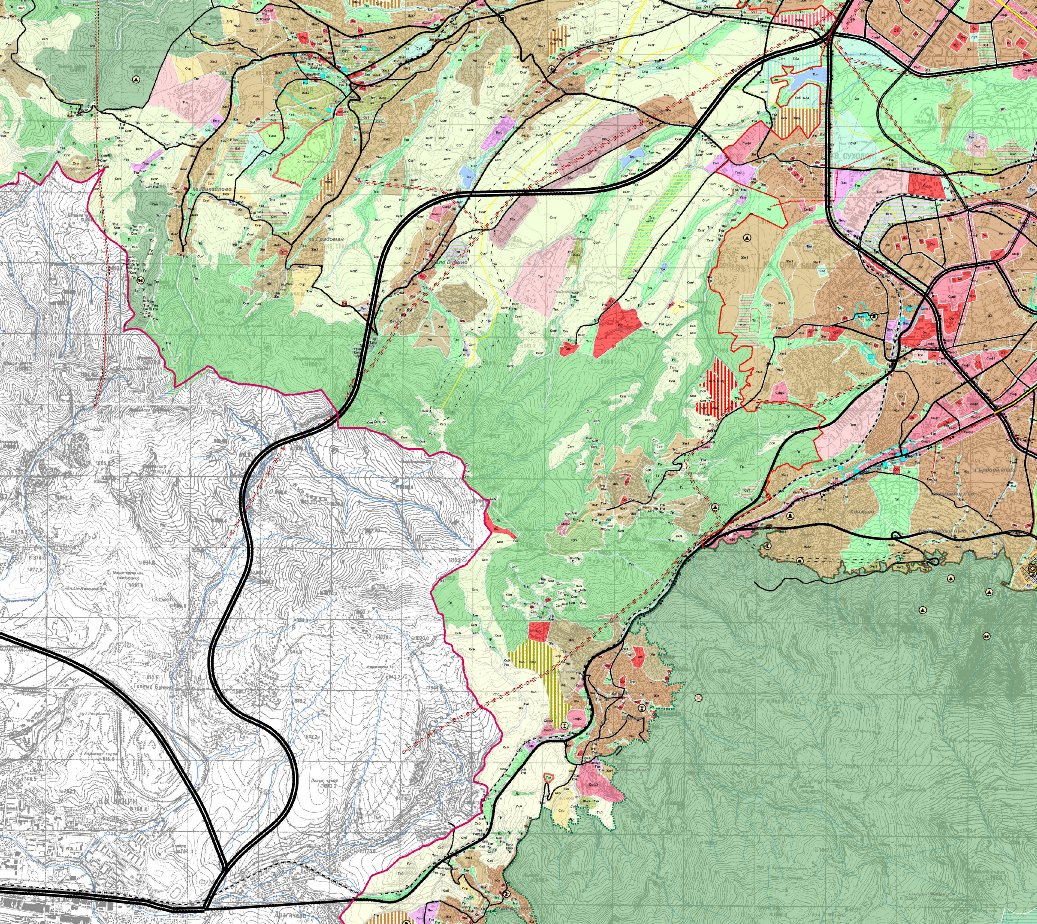
Участок дороги
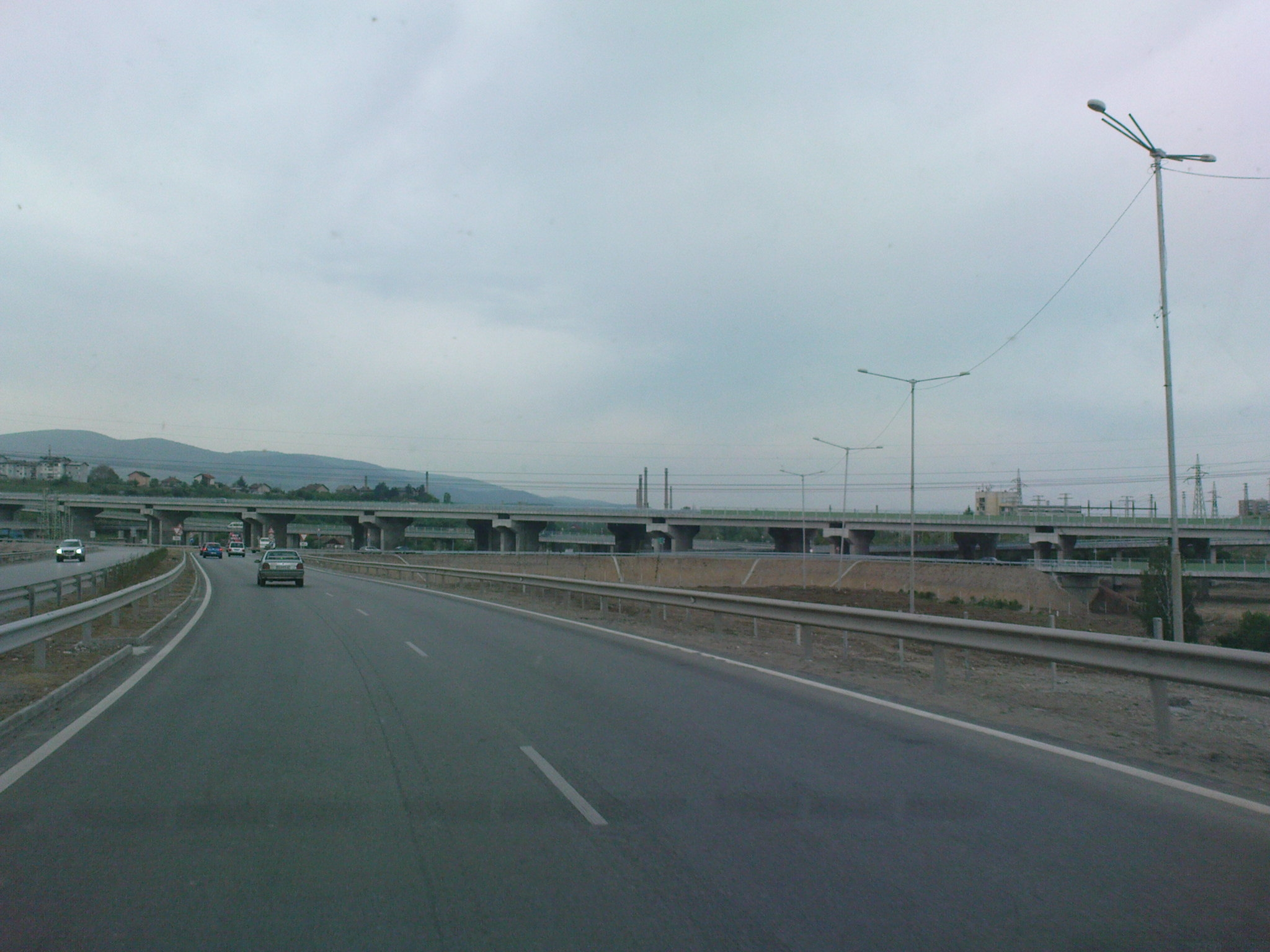
Участок автомагистрали в Драгичево
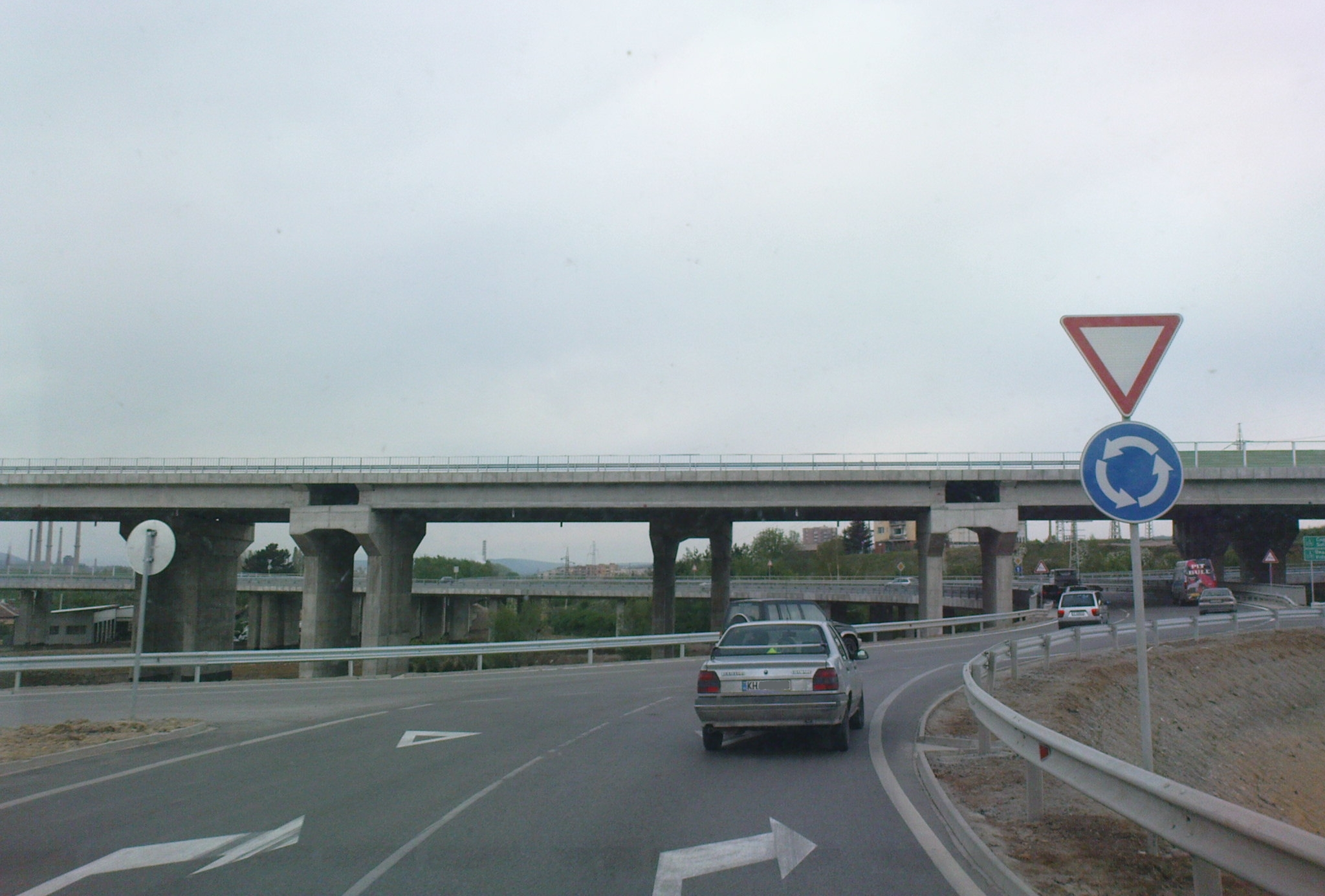
Участок автомагистрали в Драгичево